# 韦特曼施泰滕
韦特曼施泰滕是奥地利施蒂利亚州德意志兰茨贝格县的一个市镇。总面积17.97平方公里，总人口1496人，人口密度83.2人/平方公里（2001年）。